# Bromus plurinodis
Bromus plurinodis là một loài thực vật có hoa trong họ Hòa thảo. Loài này được Keng f. mô tả khoa học đầu tiên năm 1976.